# AGS-17

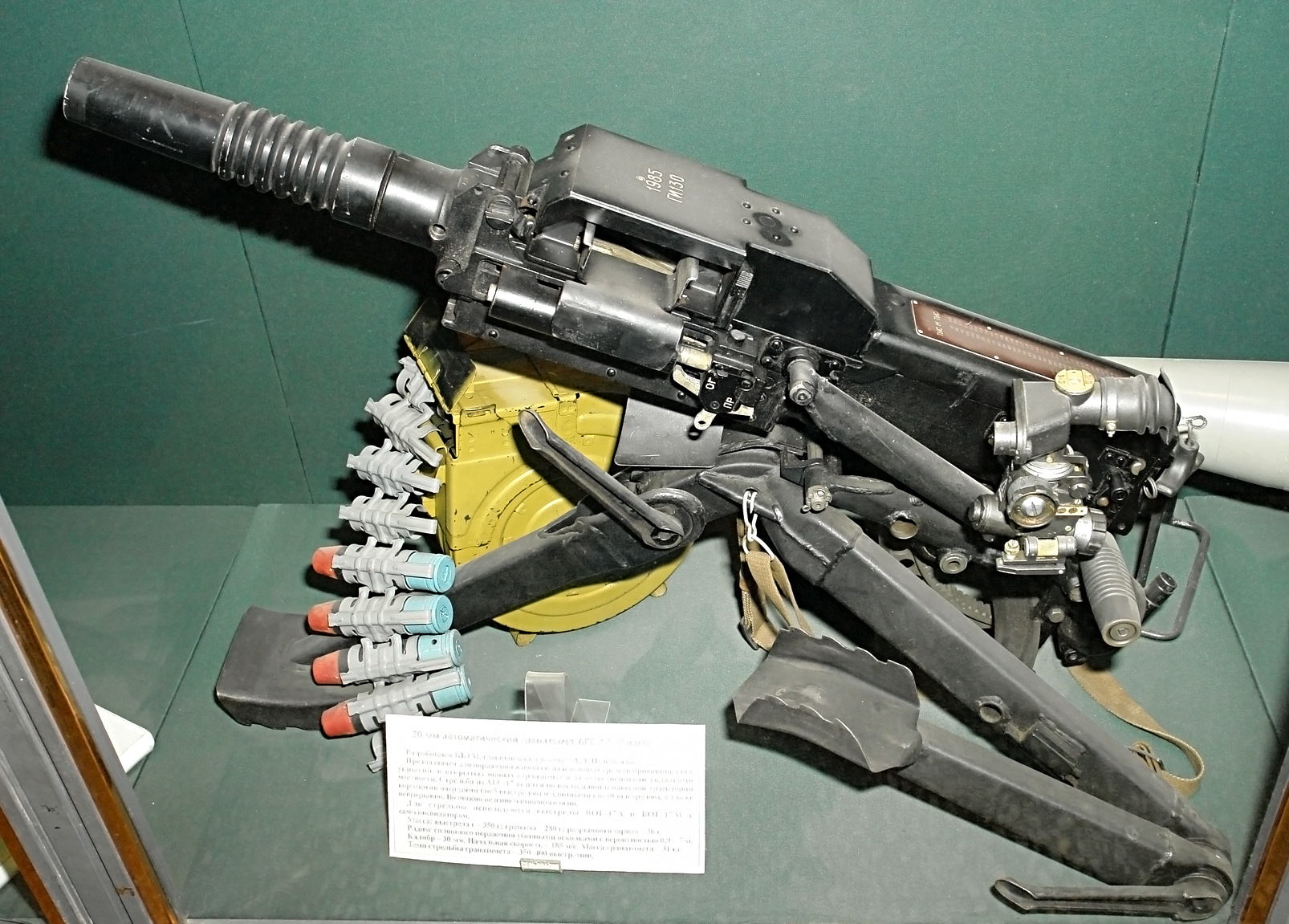

AGS-17 30mm 유탄발사기(AGS-17 Plamya, 러시아어: Пламя)는 소비에트 연방의 자동 유탄 발사기이다.

## 개요
AGS-17은 1971년부터 생산되었으며 벨트 급탄, 블로우 백, 유압 댐퍼식 반동흡수장치를 채용하였다. 탄약은 러시아제 표준인 30mm X 29mm VOG-17과 개량형인 VOG-17M, VOG-30을 사용한다. 조준기로는 광학식으로 2.6배의 해상도를 가진 PGA-17이 표준이고, 보조용으로 오픈사이트가 장착되었다. 휴대시에는 발사기를 본체, 삼각대, 탄통으로 분해하여 들고 다닌다.
파생형으로 헬리콥터 탑재용으로 개량된 AGS-17A가 있다. AGS-17A는 Mi-24 하인드 공격헬기 기수 터렛에 300발 외부 탄창과 함께 장착되는데, 기존 버전보다 발사 속도가 빠르고 포신도 개량되었다. 또 헬리콥터 도어 부분에 마운트용으로 개조한 타입도 있다.
원격 조작할 수 있는 "6S4 미우스"라고 하는 시스템도 있다. 이 시스템은 1조의 컨트롤 패널로 4문의 AGS-17을 조작할 수 있는 시스템이다.

## 사용 탄약
- VOG-17M : 현재 사용 중인 기본 탄약이며, 고성능 폭약 파편 탄두를 가지고 있다.
- VOG-30 : VOG-17M과 유사한 종류지만, 살상범위가 더 넓어졌다.

## 제원
- 탄약 : 30 mm
- 포구 속도 : 185 m/s
- 무게 (삼각대 및 사이트 포함): 31 kg
- 무게 (본체): 12 kg
- 발사 속도 : 분당 400발
- 사정거리 : 1700 m
- Ammunition capacity : 29 rounds (box)
- 유탄의 무게 : 350 g
- 유탄의 비행 무게 : 275 g
- 살상범위 (VOG-17M): 71 m²
- 살상범위 (VOG-30): 112 m²

## 같이 보기
- AGS-30
- K4 고속유탄기관총
- Mk 19 유탄발사기
- LAG40 SB-M1